# Сиакам, Паскаль
Паска́ль Сиа́кам (фр. Pascal Siakam; род. 2 апреля 1994, Дуала) — камерунский профессиональный баскетболист, играющий на позиции тяжёлого форварда. Чемпион НБА 2018/2019 в составе «Торонто Рэпторс», самый прогрессирующий игрок НБА в сезоне 2018/2019, лучший игрок Западной спортивной конференции NCAA (с командой Университета штата Нью-Мексико, 2015/2016), чемпион и самый полезный игрок финала G-Лиги (с «Рэпторс 905», 2016/2017).

## Биография
Паскаль Сиакам родился в Дуале (Камерун) в семье Чамо Сиакама. Его отец был любителем баскетбола, и трое старших братьев Паскаля — Борис, Кристиан и Джеймс — учились в колледжах США, играя в студенческих баскетбольных лигах. Сам Паскаль в детстве больше интересовался футболом, его кумиром был камерунский форвард Самюэль Это’о, выступавший за «Барселону». Отец отдал Паскаля в католическую духовную семинарию, рассчитывая, что тот станет священником. Однако мальчик продолжал расти, к 15 годам намного опередив в росте всех сверстников. За компанию с друзьями записался в баскетбольный лагерь, который вёл игрок НБА Люк Мба а Муте. Хотя он совершенно не умел играть, его физические данные привлекли к нему внимание, и в 16 лет он получил приглашение в международный лагерь «Баскетбол без границ», организованный в ЮАР. После этого Паскаль был приглашён в среднюю подготовительную школу God’s Academy в Техасе, чтобы играть за её баскетбольную сборную.
В США Паскаль старательно учил английский и продолжал расти, но из-за недостатка питания оставался тощим. Его техника была неблестящей, и он почти не прыгал, но его отличала страстная, самоотверженная игра: Сиакам пытался достать буквально каждый отскок и перехватить каждую передачу. Этим он заинтересовал скаутов Университета штата Нью-Мексико и в 18 лет приехал туда продолжать учёбу. Учитывая недостаточную технику и отставание в физическом развитии, в Нью-Мексико ожидали, что Сиакам проведёт первые два года в резерве, и тренеры на первых порах сосредоточились на улучшении его физической формы; за короткое время камерунец нарастил 30 фунтов (14 кг) мускулатуры.
Отношение Паскаля к игре, по его собственным словам, изменила личная трагедия: в октябре 2014 года в автомобильной катастрофе погиб его отец. Другие члены семьи — три брата и две сестры — отправились на похороны, но ограниченная виза Паскаля означала, что если он выедет из США, то вторично его могут туда не пустить. Поэтому семья приняла решение, что он остаётся в университете. Вскоре после этого молодой камерунец сыграл свою первую игру в NCAA, а через шесть матчей стал игроком стартовой пятёрки. В первый сезон с «Нью-Мексико Стейт Аггиз» он проводил на площадке в среднем 31 минуту, принося команде 13 очков и 8 подборов; на второй год эти показатели выросли до 20 очков и 12 подборов, и во всех 34 играх команды Сиакам выходил в стартовом составе. По итогам сезона он был признан лучшим игроком Западной спортивной конференции I дивизиона NCAA.
После второго года в колледже Сиакам был включён в число кандидатов на драфте НБА 2016 года. В преддверии драфта он участвовал в тренировках более чем 20 клубов НБА, но до последнего момента не было понятно, действительно ли какая-либо из команд им заинтересовалась. Тем не менее Сиакам был выбран в первом круге драфта под общим 27-м номером клубом «Торонто Рэпторс». Канадский клуб заключил с молодым форвардом контракт на четыре года на общую сумму 6,405 млн долларов. В свой первый матч в НБА Сиакам вышел на площадку в стартовом составе команды, отыграв почти половину времени против «Детройт Пистонс» и закончив игру с балансом +16. Он продолжал сохранять место в стартовой пятёрке на протяжении первых 34 матчей «Торонто», в том числе принеся клубу 14 очков в игре с «Атланта Хокс», которую окончил с балансом +23. Тем не менее в январе 2017 года камерунец потерял место в стартовой пятёрке и отправился на скамейку запасных. Минуты, проводимые им на площадке, сократились настолько, что Сиакама перевели в дочерний клуб «Торонто» — «Рэпторс 905», выступающий в Лиге развития НБА. С «Рэпторс 905» он стал чемпионом Лиги развития и был выбран самым полезным игроком финала. Вернувшись в «Торонто», он, однако, снова оказался на скамейке запасных, за все игры плей-офф «Рэпторс» проведя на площадке только 10 минут.
Сезон 2017/2018 Сиакам уже полностью провёл в НБА, хотя почти не выходил на площадку в стартовом составе «Рэпторс», а в первых нескольких играх снова почти не покидал скамейки запасных, первую серьёзную возможность получив в результате травмы Йонаса Валанчюнаса перед матчем с «Голден Стэйт Уорриорз». За матч в Окленде Сиакам принёс команде 20 очков и после этого ни в одной игре не проводил на площадке меньше десяти минут. Если в первый год он был заметен главным образом гибкой игрой под кольцом, агрессивными блок-шотами и стремительными прорывами после дальнего паса (обычно от Кайла Лоури), то во втором сезоне он развивал ведение мяча и дальние броски — элементы в его игре, которые, по мнению тренеров, нуждались в улучшении. Так, за первый год в НБА Сиакам отдал товарищам по команде в общей сложности 17 передач, тогда как во второй он в 17 играх сделал больше чем по четыре результативных паса. В первый сезон камерунец только семь раз бросал из-за трёхочковой линии (попав в кольцо один раз), а во второй — больше ста; лидер команды Демар Дерозан назвал его «нашим Дрэймондом Грином». Впрочем, точность трёхочковых бросков оставляла желать лучшего: так, на определённом этапе Сиакаму почти месяц не удавалось забросить дальний мяч, он сделал 27 промахов подряд, а на более длинном отрезке реализовал только 9 из 78 бросков. Тем не менее в последние 20 игр сезона его процент попаданий с трёхочковых бросков перевалил за 40, и ему удалось завершить сезон со средним рейтингом 9,1 — третьим в команде и в числе 20 лучших в НБА на своей позиции.
Однако настоящий прорыв в карьере состоялся на третий год выступлений, после серьёзных изменений в составе клуба, который покинул Демар Дерозан, на чьё место пришёл Кавай Леонард. В новом составе, где он одинаково успешно играл и в традиционном «высоком» составе с Леонардом и Марком Газолем, так и с более низкорослыми партнёрами, Сиакам установил целый ряд личных рекордов, в январе-феврале доведя число очков за игру до 28, 30, 33 и, наконец, в матче с «Нью-Йорк Никс» 13 февраля — до 44. 19 января в матче с «Уорриорз» он сделал 19 подборов, также установив личный рекорд. В среднем количество очков за игру, набираемых им, выросло с шести в первые два сезона до 17, процент попаданий с трёхочковых бросков — с 21,6 % до 36,8 %. Заметно увеличилось также число совершаемых им подборов и результативных передач. За регулярный сезон он пять раз набирал по 30 и больше очков за игру и 16 раз делал дабл-дабл (за сезон 2017/2018 этого не произошло ни разу). Сиакам уверенно закрепился в рейтинге Top 25 Under 25, публикуемом ESPN, и к концу сезона рассматривался как наиболее реальный претендент на награду самому прогрессирующему игроку НБА вместе с Д’Анджело Расселлом и Де’Аароном Фоксом. В итоге именно Сиакам завоевал эту награду, получив при голосовании 86 голосов как претендент номер один (12 у Расселла и по одному у Фокса и Деррика Роуза).
В сезоне 2019/2020, когда команду покинул Кавай Леонард, Сиакам, подписавший новый 4-летний контракт на сумму 129,9 млн долларов, стал ведущим бомбардиром «Рэпторс». К январю 2020 года он набирал за игру 23,5 очка (45,4 % попаданий, в том числе 36,7 % из-за трёхочковой линии) и делал 7,7 подбора. В итоге он был впервые в карьере выбран для участия в игре всех звёзд НБА, причём вошёл в число участников стартовых пятёрок. По итогам сезона, укороченного из-за пандемии COVID-19 и доигрывавшегося в «пузыре» во Флориде, форвард в среднем за игру принёс команде 22,9 очка (45,3 % попаданий с игры), 7,3 подбора, 3,5 передачи и 1,0 перехвата. Это позволило ему быть включённым во вторую сборную всех звёзд НБА. «Рэпторс» с участием Сиакама дошли до 2-го раунда плей-офф, где в 7 играх уступили «Бостон Селтикс».
После сезона 2020/2021, в котором «Рэпторс» были вынуждены вместо Канады играть в Орландо (Флорида) и в итоге не пробились в плей-офф, команда вернулась в Торонто на сезон 2021/2022. Перед началом сезона клуб покинул его многолетний диспетчер Кайл Лоури, а Сиакам пропустил первые 10 игр из-за операции. После возвращения на площадку он, однако, демонстрировал разностороннюю игру, увеличив свой вклад под кольцом и в качестве пасующего. За 68 игр регулярного сезона, в которых камерунец принял участие, он в среднем приносил команде 22,8 очка, 8,4 подбора и 5,3 результативных передачи. Сиакам стал первым в истории клуба игроком, набиравшем в среднем за сезон больше чем по 20 очков, 8 подборов и 5 передач за игру. Вернувшись с «Рэпторс» в плей-офф, он по итогам сезона вторично за карьеру попал в состав символической сборной НБА — на этот раз третьей. В 2023 году во второй раз за карьеру принял участие в матче всех звёзд НБА, наряду с Де’Аароном Фоксом и Энтони Эдвардсом получив место в команде из-за травм ранее избранных игроков.
В январе 2024 года в рамках трёхстороннего обмена Сиакам, набиравший с начала сезона по 22,2 очка, 6,3 подбора и 4,9 результативных передачи за игру, перешёл в клуб «Индиана Пэйсерс». Торонтская команда получила за него право на три выбора в первом раунде драфта и трёх игроков (Джордана Нвору, Брюса Брауна и Кайру Льюиса). По окончании сезона Сиакам и «Пэйсерс» договорились о заключении четырёхлетнего контракта на общую сумму 189,5 млн долларов.
30 октября Сиакам набрал 29 очков и сделал победный бросок в матче против «Селтикс» (135:132) в овертайме. 30 января 2025 года Сиакам был включен в число запасных на матч всех звезд НБА 2025 года, что стало его третьим выбором.
Во второй игре серии первого раунда плей-офф против «Милуоки Бакс» Сиакам набрал 24 очка, 11 подборов, три передачи и три перехвата в победе со счетом 123:115. 13 мая Сиакам набрал 21 очко, восемь подборов и пять передач в пятой игре серии против «Кливленд Кавальерс», что помогло «Пэйсерс» выйти во второй подряд финал Восточной конференции. Во второй игре финала Восточной конференции Сиакам набрал рекордные в карьере 39 очков, реализовав 15 из 21 броска в игре против «Нью-Йорк Никс», и «Пэйсерс» повели в серии 2-0.

## Статистика

### Статистика в НБА
| Сезон   | Команда | Регулярный сезон | Регулярный сезон | Регулярный сезон | Регулярный сезон | Регулярный сезон | Регулярный сезон | Регулярный сезон | Регулярный сезон | Регулярный сезон | Регулярный сезон | Регулярный сезон | Серия плей-офф | Серия плей-офф | Серия плей-офф | Серия плей-офф | Серия плей-офф | Серия плей-офф | Серия плей-офф | Серия плей-офф | Серия плей-офф | Серия плей-офф | Серия плей-офф |
| Сезон   | Команда | GP               | GS               | MPG              | FG%              | 3P%              | FT%              | RPG              | APG              | SPG              | BPG              | PPG              | GP             | GS             | MPG            | FG%            | 3P%            | FT%            | RPG            | APG            | SPG            | BPG            | PPG            |
| ------- | ------- | ---------------- | ---------------- | ---------------- | ---------------- | ---------------- | ---------------- | ---------------- | ---------------- | ---------------- | ---------------- | ---------------- | -------------- | -------------- | -------------- | -------------- | -------------- | -------------- | -------------- | -------------- | -------------- | -------------- | -------------- |
| 2016/17 | Торонто | 55               | 38               | 15,6             | 50,2             | 14,3             | 68,8             | 3,4              | 0,3              | 0,5              | 0,8              | 4,2              | 2              | 0              | 5,1            | 0,0            | -              | -              | 1,5            | 0,5            | 0,5            | 0,0            | 0,0            |
| 2017/18 | Торонто | 81               | 5                | 20,7             | 50,8             | 22,0             | 62,1             | 4,5              | 2,0              | 0,8              | 0,5              | 7,3              | 10             | 0              | 17,9           | 61,0           | 75,0           | 65,0           | 3,6            | 0,8            | 0,1            | 0,6            | 6,6            |
| 2018/19 | Торонто | 80               | 79               | 31,8             | 54,9             | 36,9             | 78,5             | 6,9              | 3,1              | 0,9              | 0,7              | 16,9             | 24             | 24             | 37,1           | 47,0           | 27,9           | 75,9           | 7,1            | 2,8            | 1,0            | 0,7            | 19,0           |
| 2019/20 | Торонто | 60               | 60               | 35,2             | 45,3             | 35,9             | 79,2             | 7,3              | 3,5              | 1,0              | 0,9              | 22,9             | 11             | 11             | 38,0           | 39,6           | 18,9           | 71,7           | 7,5            | 3,8            | 1,1            | 0,4            | 17,0           |
| 2020/21 | Торонто | 56               | 56               | 35,8             | 45,5             | 29,7             | 82,7             | 7,2              | 4,5              | 1,1              | 0,7              | 21,4             | Не участвовал  | Не участвовал  | Не участвовал  | Не участвовал  | Не участвовал  | Не участвовал  | Не участвовал  | Не участвовал  | Не участвовал  | Не участвовал  | Не участвовал  |
| 2021/22 | Торонто | 68               | 68               | 37,9             | 49,4             | 34,4             | 74,9             | 8,5              | 5,3              | 1,3              | 0,6              | 22,8             | 6              | 6              | 43,4           | 47,7           | 23,5           | 86,1           | 7,2            | 5,8            | 1,2            | 1,0            | 22,8           |
| 2022/23 | Торонто | 71               | 71               | 37,4             | 48,0             | 32,4             | 77,4             | 7,8              | 5,8              | 0,9              | 0,5              | 24,2             | Не участвовал  | Не участвовал  | Не участвовал  | Не участвовал  | Не участвовал  | Не участвовал  | Не участвовал  | Не участвовал  | Не участвовал  | Не участвовал  | Не участвовал  |
| 2023/24 | Торонто | 39               | 39               | 34,7             | 52,2             | 31,7             | 75,8             | 6,3              | 4,9              | 0,8              | 0,3              | 22,2             | Не участвовал  | Не участвовал  | Не участвовал  | Не участвовал  | Не участвовал  | Не участвовал  | Не участвовал  | Не участвовал  | Не участвовал  | Не участвовал  | Не участвовал  |
| 2023/24 | Индиана | 41               | 41               | 31,8             | 54,9             | 38,6             | 69,9             | 7,8              | 3,7              | 0,8              | 0,4              | 21,3             | 17             | 17             | 35,4           | 54,1           | 29,8           | 61,9           | 7,5            | 3,8            | 0,8            | 0,4            | 21,6           |
|         | Всего   | 551              | 457              | 31,0             | 49,6             | 33,0             | 76,6             | 6,6              | 3,6              | 0,9              | 0,6              | 17,7             | 70             | 58             | 33,7           | 48,3           | 26,7           | 72,2           | 6,6            | 3,1            | 0,8            | 0,6            | 17,3           |

### Статистика в Джи-Лиге
| Сезон   | Команда     | Регулярный сезон | Регулярный сезон | Регулярный сезон | Регулярный сезон | Регулярный сезон | Регулярный сезон | Регулярный сезон | Регулярный сезон | Регулярный сезон | Регулярный сезон | Регулярный сезон | Серия плей-офф | Серия плей-офф | Серия плей-офф | Серия плей-офф | Серия плей-офф | Серия плей-офф | Серия плей-офф | Серия плей-офф | Серия плей-офф | Серия плей-офф | Серия плей-офф |
| Сезон   | Команда     | GP               | GS               | MPG              | FG%              | 3P%              | FT%              | RPG              | APG              | SPG              | BPG              | PPG              | GP             | GS             | MPG            | FG%            | 3P%            | FT%            | RPG            | APG            | SPG            | BPG            | PPG            |
| ------- | ----------- | ---------------- | ---------------- | ---------------- | ---------------- | ---------------- | ---------------- | ---------------- | ---------------- | ---------------- | ---------------- | ---------------- | -------------- | -------------- | -------------- | -------------- | -------------- | -------------- | -------------- | -------------- | -------------- | -------------- | -------------- |
| 2016/17 | Рэпторс 905 | 5                | 5                | 29,0             | 54,5             | 50,0             | 65,0             | 8,6              | 2,6              | 2,2              | 1,6              | 18,2             | 7              | 7              | 35,7           | 50,0           | 7,7            | 59,4           | 7,9            | 2,4            | 2,1            | 1,4            | 18,0           |
|         | Всего       | 5                | 5                | 29,0             | 54,5             | 50,0             | 65,0             | 8,6              | 2,6              | 2,2              | 1,6              | 18,2             | 7              | 7              | 35,7           | 50,0           | 7,7            | 59,4           | 7,9            | 2,4            | 2,1            | 1,4            | 18,0           |

### Статистика в NCAA
| Сезон   | Команда           | Conf  | Class | GP | GS | MPG  | FG%  | 3P%  | FT%  | RPG  | APG | SPG | BPG | PPG  |
| ------- | ----------------- | ----- | ----- | -- | -- | ---- | ---- | ---- | ---- | ---- | --- | --- | --- | ---- |
| 2014/15 | Нью-Мексико Стэйт | WAC   | FR    | 34 | 27 | 30,8 | 57,2 | 0,0  | 75,9 | 7,7  | 1,3 | 0,8 | 1,8 | 12,8 |
| 2015/16 | Нью-Мексико Стэйт | WAC   | SO    | 34 | 34 | 34,6 | 53,9 | 20,0 | 67,8 | 11,6 | 1,7 | 1,0 | 2,2 | 20,3 |
| Всего   | Всего             | Всего | Всего | 68 | 61 | 32,7 | 55,1 | 17,6 | 71,1 | 9,7  | 1,5 | 0,9 | 2,0 | 16,6 |

## Личная жизнь
Сиакам — сын Чамо Сиакама, бывшего мэра города Макенене (Камерун), и Виктории Сиакам. Когда его отец погиб в автокатастрофе в октябре 2014 года, Сиакам не смог присутствовать на похоронах, поскольку ждал выдачи новой американской визы. Три его старших брата, Борис, Кристиан и Джеймс, играли в баскетбол в первом дивизионе NCAA в США: Борис — за Западный Кентукки, Кристиан — за Университет штата Иллинойс (IUPUI), а Джеймс — за Университет Вандербильта. Сиакам известен под прозвищем «Spicy P» (рус. «Острый Пи»).

### Партнёрства
14 февраля 2023 года Сиакам и McDonald's Canada совместно выпустили лимитированную серию коктейлей McFlurry под названием Siakam Swirl McFlurry. Вдохновленный культовым приёмом Сиакама и цветами команды «Рэпторс», этот коктейль готовится с ванильным мягким мороженым, горячим шоколадом и измельчёнными красными конфетами Smarties. Он был выпущен эксклюзивно в Канаде. Сиакам также сотрудничал с Университетом Нью-Брансуика (UNB) для создания стипендии имени Паскаля Сиакама, направленной на финансирование студентов UNB из Камеруна, обучающихся по программам, связанных с технологиями.
23 июля 2025 года стало известно, что Паскаль Сиакам будет управлять машиной безопасности перед стартом гонки Brickyard 400 в рамках NASCAR 27 июля.